# Río Papaloapan
El río Papaloapan es un importante río de México, que desemboca en el Golfo de México, pasando principalmente por los municipios de San Juan Bautista Tuxtepec, Otatitlán, Tlacojalpan, Tuxtilla, Chacaltianguis, Cosamaloapan, Carlos A. Carrillo, Amatitlán, Tlacotalpan y Alvarado.
El nombre proviene del náhuatl, de Papalotl, «mariposa», y apan, «lugar de», es decir, que significaría «en el río de las mariposas».

## Geografía
El río Papaloapan forma la segunda cuenca hidrográfica del país, en cuanto a caudal. La longitud del río es de 354 km, aunque si se considera el sistema Papaloapan-Santo Domingo-Grande-Tehuacán llega hasta los 900 km. En sus orillas habitan (censo de 2005) 3.398.992 personas en tres estados: Puebla, Oaxaca y Veracruz, con una extensión de 51 025,52 km².
Cuenca hidrográfica se define desde el punto donde cae una gota de agua y esta escurre hasta el mar. Por lo anterior la imagen semejante a un árbol invertido, con las raíces en la desembocadura y las ramas son las múltiples corrientes de agua —de todo tamaño— que se van sumando en su recorrido y con ello aumentando su caudal.
Las fuentes más lejanas del Papalopan son el río Tehuacán, que nace en la sierra de Puebla, y el río Quiotepec, que discurre por la alta Mixteca oaxaqueña, y que al unirse, reciben la denominación de río Grande. Aguas abajo se le une el río Salado, llamándose entonces río Santo Domingo. Al confluir con el río Valle Nacional, el río pasa a ser, nominalmente, el río Papaloapan. 
En los límites de los estados de Oaxaca y Veracruz recibe las aguas del río Tonto, comenzando un lento descenso hacia el mar a través de las llanuras del sotavento. Se convierte en un río de comportamiento viejo, con abundantes meandros, y en los últimos 430 km solo dispone de 90 metros de altitud para descender hasta el mar.
En la alta cuenca del Papaloapan son ríos de comportamiento "maduro", de montaña, con rápidos y desfiladeros. La cuenca baja con su lento y serpenteante cauce provoca frecuentes inundaciones. Para prevenir inundaciones catastróficas se han construido dos enormes presas, la Presa Miguel Alemán y la Presa Cerro de Oro en los ríos Tonto y el Santo Domingo. Los embalses se comunican y forman el lago artificial más grande de México.
Desde la época precortesiana hasta el siglo XIX fue una vía de comunicación importante en la región, siendo la causa de que todas las poblaciones importantes sean ribereñas. Los cambios ecológicos, principalmente la deforestación, provocaron el ensanchamiento del río y la elevación de su fondo, por lo que el río ha dejado de ser navegable.
En la actualidad, la zona está densamente poblada y su principal problema es la contaminación, tanto urbana como industrial (Ingenios San Cristóbal y San Gabriel, Industria Papelera y Alimenticia) y agrícola (extenso uso de agroquímicos).